# 鎮海区 (寧波市)
鎮海区（ちんかい-く）は中華人民共和国浙江省寧波市の管轄下にある市轄区。

## 行政区画
- 街道：招宝山街道、蛟川街道、駱駝街道、荘市街道、貴駟街道
- 鎮：澥浦鎮、九竜湖鎮

## 環境問題
- 2012年10月、化学繊維の原料で毒性が高いとされるパラキシレン工場の建設計画に反対する数千人規模の住民デモが断続的に発生し、住民と警察の衝突で多数の死傷者が出ている[1]。

## 出身者
- 邵玉軒 - 実業家
- 邵醉翁 - 実業家・映画監督・映画プロデューサー
- 邵邨人 - 実業家・映画プロデューサー
- 邵仁枚 - 実業家・映画プロデューサー
- 邵逸夫 - 実業家・映画プロデューサー